# Libellula fulva
Libellula fulva là loài chuồn chuồn trong họ Libellulidae. Loài này được Müller mô tả khoa học đầu tiên năm 1764.

## Hình ảnh

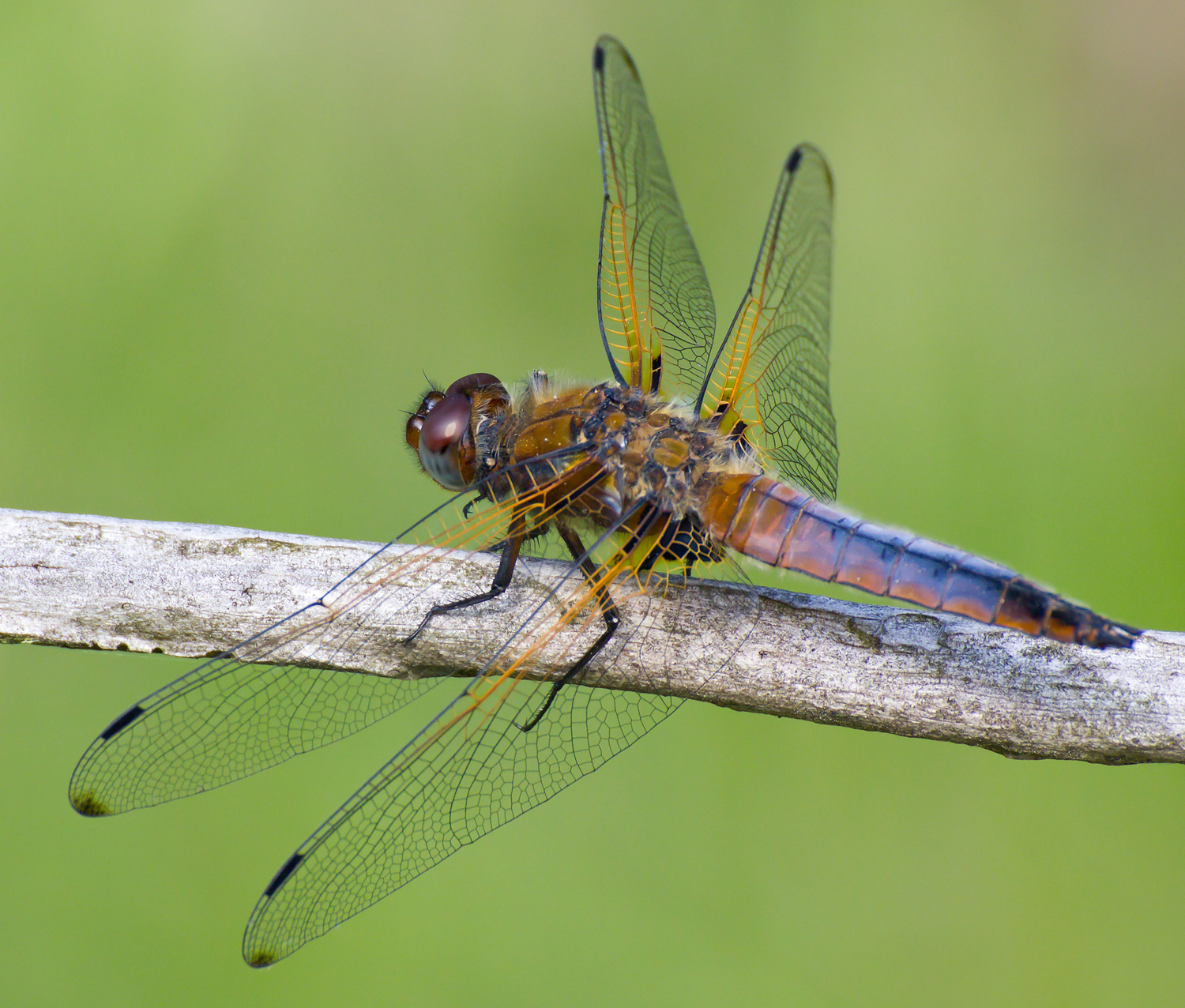
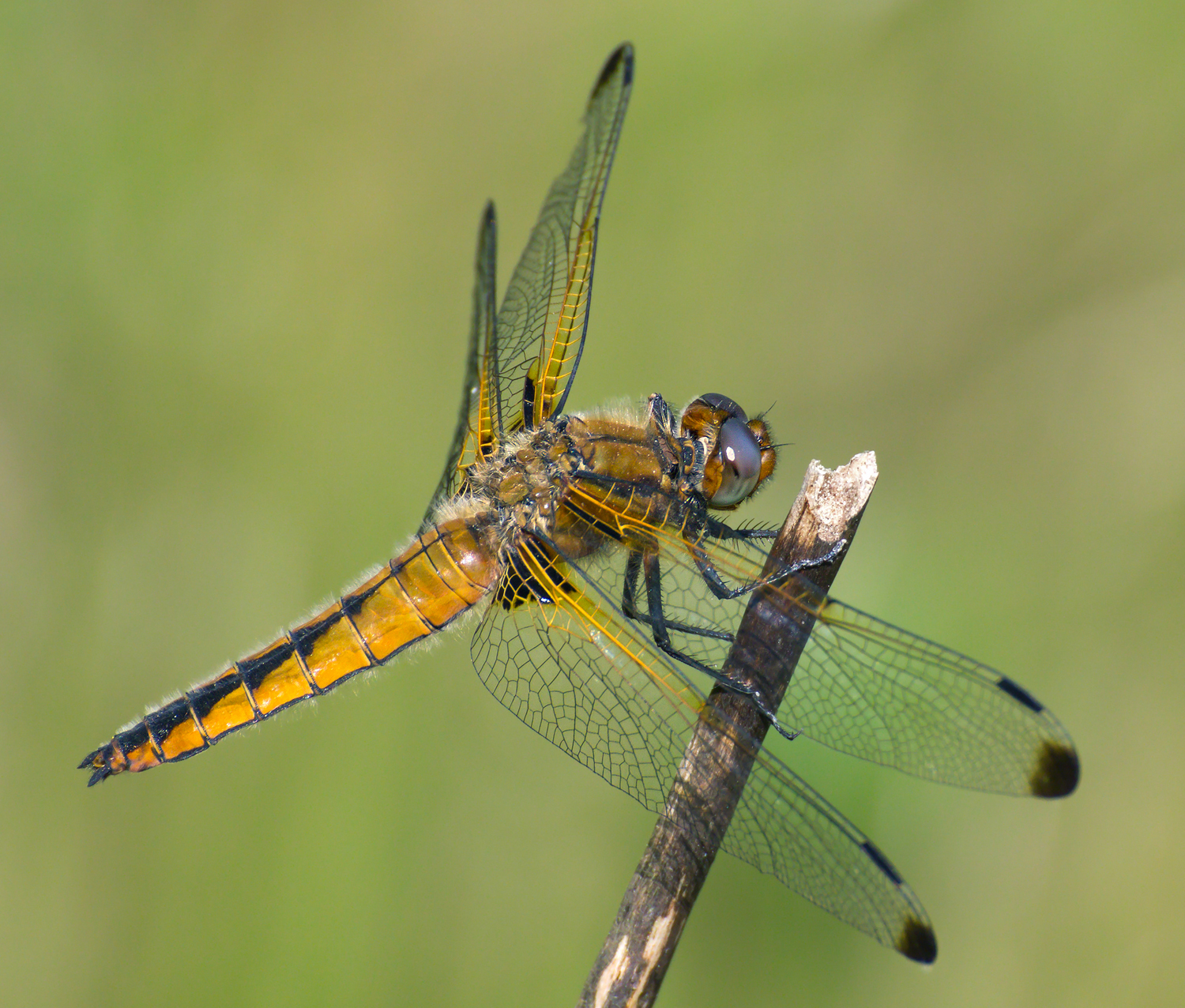
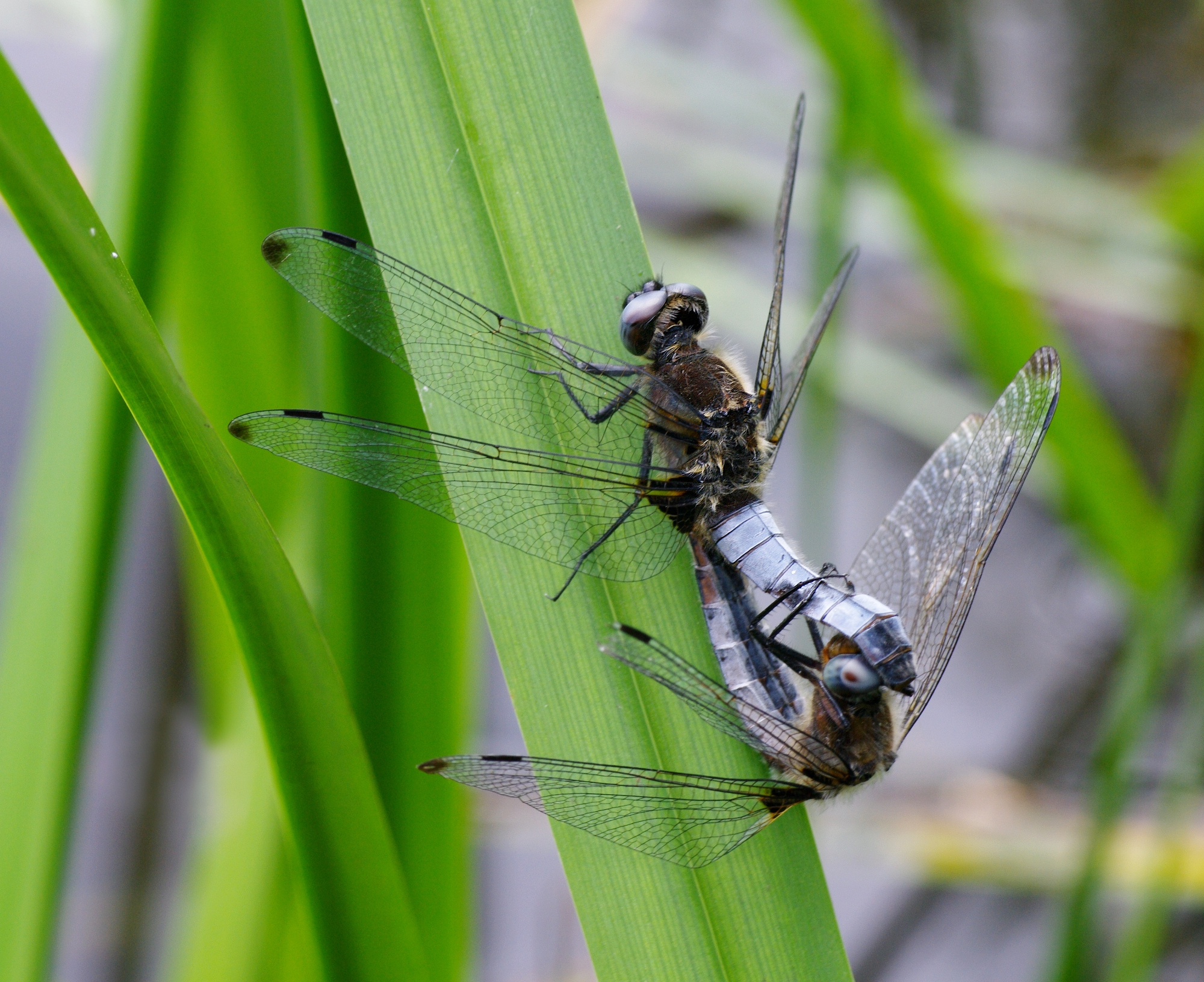
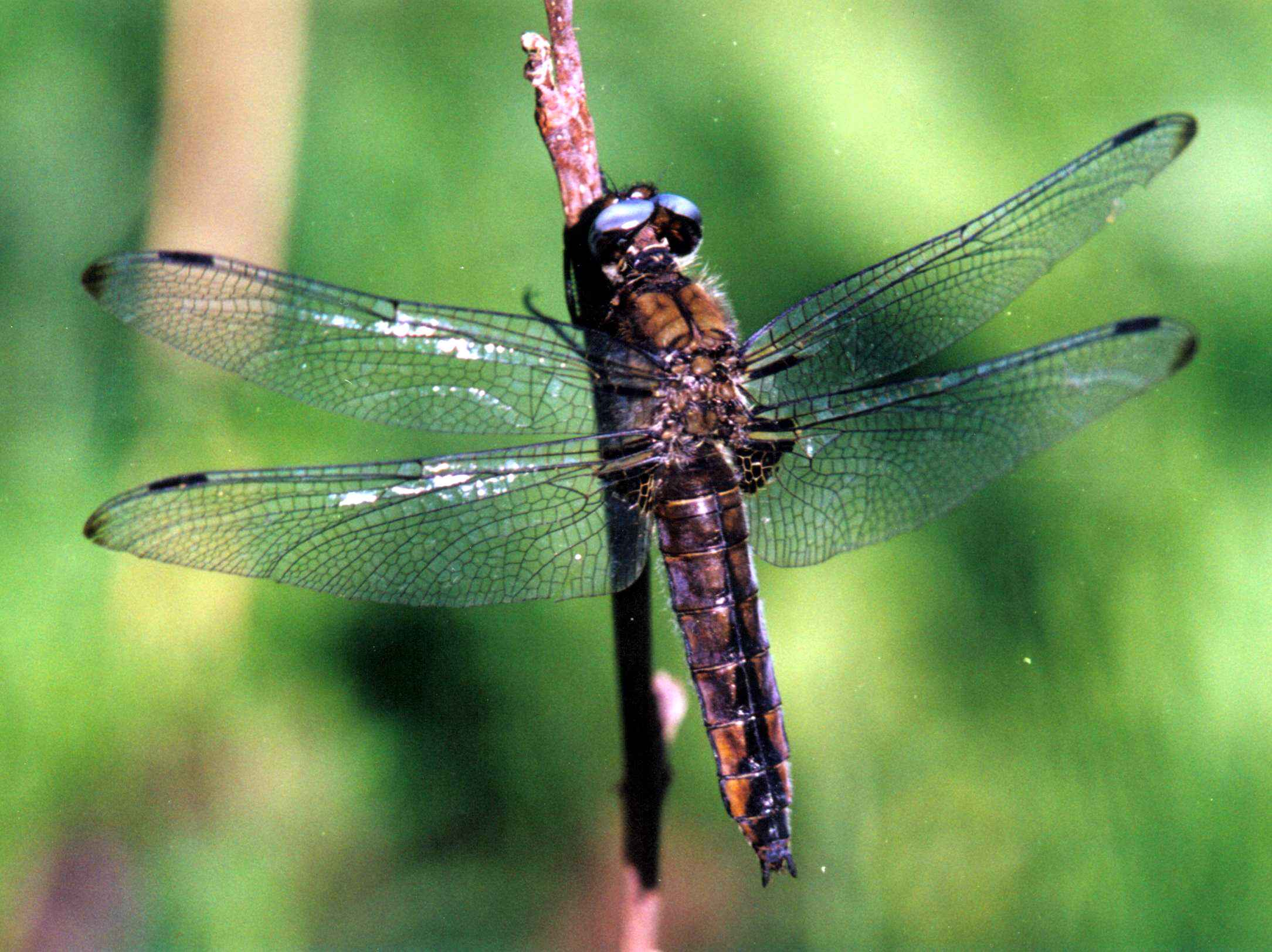